# China Masters (Snooker)
Das Camus China Masters 1986 war ein professionelles Snooker-Einladungsturnier der Saison 1986/87. Die einzige Ausgabe des Turnieres wurde am 24. und 25. August 1986 im Huangpu Indoor Stadium in der chinesischen Stadt Shanghai ausgetragen. Sieger wurde der Engländer Steve Davis, der im Finale den Waliser Terry Griffiths mit 3:0 besiegte. Aufzeichnungen über potenziell hohe Breaks sind nicht vorhanden.

## Preisgeld
Das Turnier gehörte zu einer von Barry Hearns Matchroom Sport veranstalteten und von der französischen Cognac-Brennerei Camus gesponserten Reihe asiatischer Turniere, bei der es zwar kein Preisgeld gab, die Spieler jedoch neben kostenfreien Flügen erster Klasse beispielsweise auch Cognac-Flaschen geschenkt bekamen.

## Turnierverlauf
Wie bei allen dieser asiatischen Turniere setzte sich das Teilnehmerfeld aus bei Matchroom Sport unter Vertrag stehenden Profispielern und zumeist lokalen Amateurspielern zusammen. In diesem Falle spielten mit Steve Davis, Terry Griffiths und Dennis Taylor drei der führenden Profispieler zusammen mit den Chinesen Zung Chun Hong und Sung Lun Pak sowie Lim Koon Guan aus Singapur im K.-o.-System um den Titel. Jeweils zwei der Profi- und Amateurspieler trafen in einer ersten Runde zusammen, wobei die Sieger der beiden Partien im Halbfinale gegeneinander spielten und dieses Halbfinale um ein Spiel zwischen den übrigen zwei Teilnehmern ergänzt wurde. Die Sieger der Halbfinalpartien trafen im Endspiel aufeinander. Während die erste Runde im Modus Best of 3 Frames gespielt wurde, ist der Modus im Halbfinale unklar, woran sich das Endspiel im Modus Best of 5 Frames anschloss.
|  | Erste Runde Best of 3 Frames | Erste Runde Best of 3 Frames |                 |   | Halbfinale unklar | Halbfinale unklar |  |  | Finale Best of 5 Frames | Finale Best of 5 Frames |
|  |                              |                              |                 |   |                   |                   |  |  |                         |                         |
|  |                              |                              |                 |   |                   |                   |  |  |                         |                         |
|  |                              |                              |                 |   |                   |                   |  |  |                         |                         |
|  |                              |                              |                 |   |                   |                   |  |  |                         |                         |
|  |                              |                              |                 |   |                   |                   |  |  |                         |                         |
|  |                              |                              |                 |   |                   |                   |  |  |                         |                         |
|  | Steve Davis                  | 2                            |                 |   |                   |                   |  |  |                         |                         |
|  | Steve Davis                  | 2                            |                 |   |                   |                   |  |  |                         |                         |
|  |                              |                              | Zung Chun Hong  | 0 |                   |                   |  |  |                         |                         |
|  |                              |                              | Zung Chun Hong  | 0 |                   |                   |  |  |                         |                         |
|  |                              |                              |                 |   |                   |                   |  |  |                         |                         |
|  |                              |                              |                 |   |                   |                   |  |  |                         |                         |
|  | Steve Davis                  | 3                            |                 |   |                   |                   |  |  |                         |                         |
|  | Steve Davis                  | 3                            |                 |   |                   |                   |  |  |                         |                         |
|  |                              |                              | Terry Griffiths | 0 |                   |                   |  |  |                         |                         |
|  | Terry Griffiths              | 2                            | Terry Griffiths | 0 |                   |                   |  |  |                         |                         |
|  | Terry Griffiths              | 2                            |                 |   |                   |                   |  |  |                         |                         |
|  | Sung Lun Pak                 | 1                            |                 |   |                   |                   |  |  |                         |                         |
|  | Sung Lun Pak                 | 1                            | Terry Griffiths | 3 |                   |                   |  |  |                         |                         |
|  |                              |                              | Terry Griffiths | 3 |                   |                   |  |  |                         |                         |
|  |                              |                              | Dennis Taylor   | 2 |                   |                   |  |  |                         |                         |
|  | Dennis Taylor                | 2                            | Dennis Taylor   | 2 |                   |                   |  |  |                         |                         |
|  | Dennis Taylor                | 2                            |                 |   |                   |                   |  |  |                         |                         |
|  | Lim Koon Guan                | 0                            |                 |   |                   |                   |  |  |                         |                         |
|  | Lim Koon Guan                | 0                            |                 |   |                   |                   |  |  |                         |                         |

### Finale
Der Engländer Steve Davis war der dominierende Spieler der 1980er-Jahre und wurde schon frühzeitig von Barry Hearn unter Vertrag genommen. So kam es, dass Davis erst im Halbfinale ins Turnier startete und dort mit einem Sieg über einen lokalen Amateur das Finale erreichte. In diesem traf er mit Terry Griffiths auf einen seiner führenden Konkurrenten, der sowohl einen weiteren lokalen Amateur als auch mit Dennis Taylor den dritten Profispieler des Turnieres im Decider besiegt hatte.
Das Finale wurde zu einer deutlichen Angelegenheit, als Davis meist relativ knapp alle drei nötigen Frames in Folge gewinnen konnte und somit mit einem 3:0-Sieg als Gewinner aus dem Turnier hervorging.
| Finale: Best of 5 Frames Huangpu Indoor Stadium, Shanghai, Volksrepublik China, 25. August 1986 |                |                 |
| Steve Davis                                                                                     | 3:0            | Terry Griffiths |
| 74:55, 52:39, 63:51                                                                             |                |                 |
| –                                                                                               | Höchstes Break | –               |
| –                                                                                               | Century-Breaks | –               |
| –                                                                                               | 50+-Breaks     | –               |